# Мійклас
МійКлас — українська електронна інформаційно-освітня система. Функціонал ресурсу дозволяє вчителям використовувати готові завдання з основних предметів шкільної програми з 1 по 11 клас або оцифрувати власну навчальну програму для впровадження дистанційного навчання учнів.

## Історія
У 2013 розпочато адаптацію системи на базі прототипу освітньої платформи «Uzdevumi.lv», що охоплює усі школи Латвії та є невіддільною частиною шкільної освіти цієї країни. 
ТОВ «МійКлас» офіційно засновано у 2018 році. Засновники: український підприємець Олександр Єрьомін та латвійська компанія «Uzdevumi».
У квітні 2019 року система «МійКлас» була схвалена Інститутом модернізації змісту освіти, підпорядкованого  МОН, до використання у школах  (гриф  МОН №22.1/12-Г- 155 від 01.04.2019).
У 2020 рекомендовано МОН  як дистанційна технологія, що може використовуватись у школах під час карантину та для відновлення навчання відповідно до календарно-тематичного планування після нормалізації епідемічної ситуації.
Під час пандемії COVID-19 «Інститут ЮНЕСКО з інформаційних технологій в освіті» додав МійКлас до списку цифрових рішень, що забезпечують взаємодію і безперервність освітнього процесу в умовах повного або часткового закриття шкіл.

## Можливості системи
МійКлас є відкритою системою, яку можна апробовувати в будь-який час, у будь-якому місці, на будь-якому гаджеті, де є Інтернет. На сайті розміщено ІКТ-курс, завдяки якому вчителі можуть самостійно й у стислі сроки впровадити дистанційне навчання у своїх школах.
Основні функції МійКлас:
- онлайн-база завдань з основних предметів шкільної програми з 1 по 11 клас;
- можливість зацифрування навчальної програми вчителя для впровадження дистанційного навчання учнів;
- електронні домашні та контрольні роботи, що можуть бути видані та виконані дистанційно;
- автоматична звітність для адміністрації шкіл щодо використання МійКлас учителями та учнями;
- функції батьківського контролю тощо.

МійКлас використовує ігрові технології в освітньому процесі. Учні постійно змагаються між собою в рейтингу однокласників, що посилює їх інтерес до навчання та гарантовано підвищує середній бал на 20%.
МійКлас використовує особливу концепцію «навчати не форсуючи». Діти мають необмежену кількість спроб для розв’язання завдання. Якщо у наданій відповіді трапляється помилка, учень має змогу ознайомитися з детальним поясненням і правильним рішенням завдання, зразком його виконання. Після кожного перезапуску завдання МійКлас автоматично створює нові умови вправи.

## База навчальних матеріалів
База МійКлас містить шкільні завдання, теорії та тести за основними предметами: українська мова, математика, алгебра, геометрія, інформатика, біологія, фізика, географія, хімія, англійська мова тощо.
Навчальні матеріали створюються вчителями, що мають кваліфікаційну категорію «спеціаліст вищої категорії». Наповнення шкільних предметів відповідає таксономії Блума.
Навчальні матеріали розроблено за унікальною технологією подання навчального матеріалу, яка автоматично змінює умови задачі.
На сайті розміщено ІКТ-курс, завдяки якому вчителі можуть самостійно й у стислі сроки впровадити дистанційне навчання у своїх школах. На сайті впроваджено дистанційну систему сертифікації вчителів.

## Платні та безплатні функції
Згідно з Законом України № 2145-VIII «Про освіту» (стаття 4), МійКлас забезпечує право на безоплатну освіту та надає можливість вчителю і його учням безплатно використовувати предмети на сайті, якщо вони видаються як перевірчі роботи.
Відповідно до Закону України № 2145-VIII «Про освіту» (стаття 79) МійКлас надає платний доступ до програмного забезпечення з підвищення якості навчання (тренажери за шкільною програмою з математики, алгебри, геометрії та української мови). Станом на 1 квітня 2020 року діють 2 тарифи: 120 гривень за три місяці і 290 гривень за рік (на 26.11.2020р). При підключенні усього класу або школи діють пільгові тарифи (розраховуються індивідуально відповідно до кількості учнів).